# پتر فیبر
پتر فیبر (چکی: Peter Fieber؛ زادهٔ ۱۶ مهٔ ۱۹۶۴) بازیکن سابق و مربی فوتبال اهل اسلواکی است.
از باشگاه‌هایی که در آن بازی کرده‌است می‌توان به باشگاه فوتبال داک ۱۹۰۴ دونایسکا استردا و باشگاه فوتبال خنک اشاره کرد.
وی همچنین در تیم‌های ملی فوتبال چکسلواکی و اسلواکی بازی کرده‌است.